# 노먼 알든
노먼 올던(Norman Alden, 영어 발음: /ˈɔldən/, 1924년 9월 13일 ~ 2012년 7월 27일)은 미국의 배우, 성우이다.

## 출연 작품
- 케이 팩스 (2001)
- 패치 아담스 (1998)
- 에드 우드 (1994) - 카메라맨 빌 역
- 와이어트 어프 - 툼스톤으로 돌아오다 (1994년)
- 폭력교실 1999 (1989)
- 롤러 브레이드 전사 (1989년)
- 상하이 특급 (1989, Man Against the Mob: The Chinatown Murders)
- 화성인 지구 정복 (1988)
- 레이디 스카페이스 (1988, Lady Mobster)
- 방황의 미로 (1987년)
- 유니크론과 변신로보트 (1986) - 크라닉스/올뷸러스 목소리 역
- 캘리포니아 걸 (1985년)
- 백 투 더 퓨처 (1985)
- 빅터 빅토리아 (1982)
- 혹성 탈출 - 혹성 귀환 (1981년)
- 국경선 (1980년)
- 로즈 가든 (1977년)
- 어디가 아프죠? (1972년)
- 진정한 승리 (1972, Kansas City Bomber)
- 벤 (1972)
- 도라 도라 도라 (1970)
- 추바스코 (1968년)
- 코만도 전략 (1968)
- 굿 타임스 (1967)
- 전쟁 영웅의 공포 (1967년)
- 와일드 엔젤 (1966)
- 레드 라인 7000 (1965년)
- 베드타임 스토리 (1964년)
- The Patsy (1964)
- 가장 좋은 남성용 스포츠 (1964)
- 너티 프로페서 (1963)
- 아더왕의 검 (1963)
- 전투 (1962년)
- 용감한 린티 (1954년)

### 텔레비전
- 추격 (1959-60)
- 보난자 (1960-61)
- 선셋 77번가 (1962)
- 호간의 영웅들 (1965-71)
- 배트맨 (1966)
- 딜론 보안관 (1967-73)
- 나의 세 아들 (1970)
- FBI (1972-74)
- 샌프란시스코 수사반 (1972-75)
- 제12순찰대 (1973-75)
- 경찰초년병 (1973-75)
- 명탐정 바나비 존즈 (1974-79)
- 일렉트라 우먼과 다이나 걸 (1976, Electra Woman and Dyna Girl)
- 미녀 삼총사 (1977-81)
- 해저드 마을의 듀크 가족 (1979)
- 꿈꾸는 낙원 (1979-81)
- 더 폴 가이 (1982-83)
- A 특공대 (1983)
- 다이너스티 (1984-86)